# Medaglia Perkin
La medaglia Perkin (Perkin Medal in inglese) è un premio conferito annualmente dalla sezione statunitense della Society of Chemical Industry America (Società dell'Industria Chimica in America) o SCI America a scienziati residenti in America per "innovazioni nella chimica applicata che portino a sviluppi commerciali".
Il premio fu istituito nel 1906 per commemorare il 50º anniversario della scoperta della mauveina effettuata da William Henry Perkin. Fu consegnato anche a William Henry Perkin nel corso della sua visita degli Stati Uniti l'anno prima della sua morte.

## Vincitori

### Anni 1900
- 1906	William Henry Perkin
- 1908	J. B. F. Herreshoff
- 1909	Arno Behr

### Anni 1910
- 1910	Edward G. Acheson
- 1911	Charles Martin Hall
- 1912	Herman Frasch
- 1913	James Gayley
- 1914	John W. Hyatt
- 1915	Edward Weston (chimico)
- 1916	Leo Baekeland
- 1917	Ernst Twitchell
- 1918	Auguste J. Rossi
- 1919	Frederick G. Cottrell

### Anni 1920
- 1920	Charles F. Chandler
- 1921	Willis Rodney Whitney
- 1922	William Merriam Burton
- 1923	Milton C. Whitaker
- 1924	Frederick Mark Becket
- 1925	Hugh K. Moore
- 1926	Richard B. Moore
- 1927	John E. Teeple
- 1928	Irving Langmuir
- 1929	Eugene C. Sullivan

### Anni 1930
- 1930	Herbert H. Dow
- 1931	Arthur Dehon Little
- 1932	Charles F. Burgess
- 1933	George Oenslager
- 1934	Colin G. Fink
- 1935	George O. Curme, Jr.
- 1936	Warren K. Lewis
- 1937	Thomas Midgley, Jr.
- 1938	Frank J. Tone
- 1939	Walter S. Landis

### Anni 1940
- 1940	Charles Stine
- 1941	John V. N. Dorr
- 1942	Martin Ittner
- 1943	Robert E. Wilson
- 1944	Gaston F. Dubois
- 1945	Elmer Keiser Bolton
- 1946	Francis C. Frary
- 1947	Robert R. Williams
- 1948	Clarence W. Balke
- 1949	Carl S. Miner

### Anni 1950
- 1950	Eger V. Murphree
- 1951	Henry Howard (chimico)
- 1952	Robert M. Burns
- 1953	Charles A. Thomas
- 1954	Roger Adams
- 1955	Roger Williams (chimico)
- 1956	Edgar C. Britton
- 1957	Glenn T. Seaborg
- 1958	William J. Kroll
- 1959	Eugene J. Houdry

### Anni 1960
- 1960	Karl August Folkers
- 1961	Carl F. Prutton
- 1962	Eugene G. Rochow
- 1963	William O. Baker
- 1964	William J. Sparks
- 1965	Carl S. Marvel
- 1966	Manson Benedict
- 1967	Vladimir Haensel
- 1968	Henry B. Hass
- 1969	Robert W. Cairns

### Anni 1970
- 1970	Milton Harris
- 1971	James F. Hyde
- 1972	Robert Burns MacMullin
- 1973	Theodore L. Cairns
- 1974	Edwin H. Land
- 1975 Carl Djerassi
- 1976 Lewis H. Sarett
- 1977 Paul J. Flory
- 1978 Donald Othmer
- 1979 James D. Idol Jr.

### Anni 1980
- 1980 Herman F. Mark
- 1981 Ralph Landau
- 1982 Herbert C. Brown
- 1983 N. Bruce Hannay
- 1984 John H. Sinfelt
- 1985 Paul B. Weisz
- 1986 Peter Regna
- 1987 J. Paul Hogan, Robert Banks
- 1988 James F. Roth
- 1989 Frederick J. Karol

### Anni 1990
- 1990 John E. Franz
- 1991 Miguel A. Ondetti
- 1992 Edith M. Flanigen
- 1993 Lubomyr T. Romankiw
- 1994 Marinus Los
- 1995 Delbert H. Meyer
- 1996 Marion D. Francis
- 1997 Stephanie Louise Kwolek
- 1998 David R. Bryant
- 1999 Albert A. Carr

### Anni 2000
- 2000 Norman N. Li
- 2001 Elsa Reichmanis
- 2002 Paul S. Anderson
- 2003 William H. Joyce
- 2004 Gordon E. Moore
- 2005 Robert W. Gore
- 2006 James C. Stevens
- 2007 Herbert Boyer
- 2008 Ian Shankland
- 2009 Richard Bruce Silverman

### Anni 2010
- 2010 Ronald Breslow
- 2011 Rodney H. Banks
- 2012 Robert S. Langer
- 2013 Bruce Roth
- 2014 John C. Warner
- 2015 Cynthia A. Maryanoff
- 2016 Peter Trefonas
- 2017 Ann E. Weber
- 2018 Barbara Haviland Minor
- 2019 Chad Mirkin

### Anni 2020
- 2020 Jane Frommer
- 2022 Dennis Liotta
- 2023 Frances Arnold